# Wilhelmsburg, Österrike
Wilhelmsburg är en stadskommun i Österrike. Den ligger i distriktet Sankt Pölten-Land i förbundslandet Niederösterreich, 55 kilometer väster om huvudstaden Wien. Kommunen har 6 489 invånare (2024).